# 장관 개국원종공신녹권
장관 개국원종공신녹권(張寬 開國原從功臣錄券)은 대한민국 전북특별자치도 정읍시에 있는 조선시대의 문서이다. 1981년 7월 15일 대한민국의 보물 제726호로 지정되었다.

## 개요
공신녹권이란 공신으로 인정하는 증서를 말하는데, 이것은 태조 4년(1395)에 창산군 장관(張寬)에게 내려진 원종공신 녹권이다.
태조는 태조즉위년(1392) 8월에 공신도감을 설치하고 개국의 의거에 참여하고 공을 세운 신하는 개국공신에 봉하고 개국의거에는 참여치는 않았지만 태조를 따르고 신변을 도와주며, 왕위에 오르기까지 적극 밀어준 이들에게 원종공신에 봉하였다.
장관 개국원종공신녹권(張寬 開國原從功臣錄券)은 원종공신 각 개인에게 발급된 유일한 문서로 붉은색 바탕에 길이 67.6m, 폭 34cm 정도의 크기이다. 내용은 공신의 공로사례를 열거하고 공신의 직명단자 등 그리고 본문머리를 비롯하여 9군데에 이조지인(吏曹之印)이 찍혀있다.
개국당시의 공신전기자료일 뿐만 아니라 조선 전기의 녹권문서와 관제(官制) 및 이두문자 등을 연구하는데 소중한 자료이다.

## 같이 보기
- 원종공신

## 참고 자료
- 장관 개국원종공신녹권 - 국가유산청 국가유산포털